# Alectoris
Alectoris är ett släkte med fasanfåglar.

## Utbredning och levnadssätt

Släktets utbredning och de olika arternas utbredningsområden.

Arterna i släktet förekommer i södra Europa, norra Afrika, Arabiska halvön, och i Asien från Pakistan till Tibet och västra Kina. Några arter, speciellt berghöna och rödhöna, har introducerats till USA, Kanada, Nya Zeeland och Hawaii. I vissa länder, exempelvis i Storbritannien, är det vanligt med hybrider mellan dessa båda introducerade arter.
Släktets arter är stannfåglar som lever i torra, öppna, ofta kuperade områden. Boet är en slarvig fodrad uppskrapad grop i marken och de kan lägga upp till 20 ägg per kull. De lever av en mängd olika frön och även insekter. När de blir störda tenderar de att springa i säkerhet istället för att flyga.

## Utseende
Arterna inom släktet har en rund kroppsform och korta rundade vingar. De har ljusbrun eller grå rygg, grått bröst och ljust sandfärgad buk. Ansiktet är vitt eller vitaktigt, som nedtill inramas av en bred svart eller mörkbrun bård. Bården bildar upptill ett brett tygelstreck. Kroppssidorna är streckade i rödbruna toner och de har rödaktiga ben. 

## Arter i släktet
Alectoris består av sju nu levande arter:
- Klipphöna (Alectoris barbara)
- Arabrödhöna (Alectoris melanocephala)
- Rödhöna (Alectoris rufa)
- Berghöna (Alectoris chukar)
- Stenhöna (Alectoris graeca)
- Svartstrupig berghöna (Alectoris philbyi)
- Lössbergshöna (Alectoris magna)

En förhistorisk art, A. peii, är känd från Kina. En annan, A. baryosefi, har beskrivits utifrån fossil från tidig pleistocen funna vid El-`Ubeidiya, Jordandalen i Israel.